# Scary Stories (film)
Ne doit pas être confondu avec Scary Stories (série télévisée).
Pour plus de détails, voir Fiche technique et Distribution.
Scary Stories ou Histoires effrayantes à raconter dans le noir au Québec (Scary Stories to Tell in the Dark) est un film d'horreur canado-américain réalisé par André Øvredal, sorti en 2019. Il s’agit d'une adaptation de la série de livres homonymes pour enfants d'Alvin Schwartz.

## Synopsis
Un groupe de jeunes tente de résoudre un mystère impliquant une série de morts horribles et spectaculaires dans leur petite ville natale. Ils vont devoir se confronter à leurs propres peurs pour sauver leur ville.

## Fiche technique
- Titre original : Scary Stories to Tell in the Dark
- Titre français : Scary Stories
- Titre québécois : Histoires effrayantes à raconter dans le noir
- Réalisation : André Øvredal
- Scénario : Dan Hageman et Kevin Hageman, d'après une histoire de Guillermo del Toro, Patrick Melton et Marcus Dunstan, d'après la série de livres Scary Stories to Tell in the Dark d'Alvin Schwartz
- Décors : David Brisbin
- Costumes : Ruth Myers
- Photographie : Roman Osin
- Montage : Patrick Larsgaard
- Musique : Marco Beltrami et Anna Droubitch
- Production : Jason F. Brown, J. Miles Dale, Sean Daniel, Guillermo del Toro et Elizabeth Grave

Production déléguée : Roberto Grande et Joshua Long
- Sociétés de production : CBS Films, Entertainment One, 1212 Entertainment, Double Dare You Productions et Sean Daniel Company
- Société de distribution : CBS Films / Lionsgate (États-Unis), Metropolitan FilmExport (France)
- Budget : 25 à 28 millions de dollars
- Pays d'origine :  États-Unis /  Canada
- Langue originale : anglais
- Format : couleur
- Genre : horreur
- Durée : 108 minutes
- Dates de sortie[2] :
  - Canada, États-Unis : 9 août 2019
  - France : 21 août 2019

## Distribution
- Zoe Colletti (VF : Clara Quilichini ; VQ : Lauriane S. Thibodeau) : Stella Nicholls
- Michael Garza (VF : Aurélien Raynal ; VQ : Louis-Philippe Berthiaume) : Ramón Morales
- Austin Zajur (VF : Tom Trouffier ; VQ : Nicolas Poulin) : Charlie « Chuck » Steinberg
- Gabriel Rush (VQ : William Cloutier) : August « Auggie » Hilderbrandt
- Natalie Ganzhorn (VF : Joséphine Ropion ; VQ : Roxane Tremblay-Marcotte) : Ruth « Ruthie » Steinburg
- Austin Abrams (VQ : Gabriel Favreau) : Tommy Milner
- Dean Norris (VQ : Patrick Chouinard) : Roy Nicholls
- Gil Bellows (VQ : Pierre Auger) : le chef de police Turner
- Lorraine Toussaint (VF : Maïk Darah) : Louise « Lou Lou » Baptiste
- Javier Botet : « Big Toe Corpse »
- Andrew Jackson : le « Jangly Man » (voix)
- Kathleen Pollard (VF : Emmanuelle Bodin) : Sarah Bellows
- Will Carr et Elias Edraki (voix) (VF : Stéphane Pouplard) : Dr Ephraim Bellows
- Jane Moffat (VF : Daria Levannier) : Delanie Bellows
- Amanda Smith : Gertrude Bellows
- Brandon Knox : Harold Bellows
- Hume Baugh : Deodat Bellows

Sources et légende: version québécoise (VF) sur RS Doublage version québécoise (VQ) sur Doublage.qc.ca

## Production

### Genèse et développement
En 2013, CBS Films acquiert les droits de la série de livres pour enfants Scary Stories to Tell in the Dark d'Alvin Schwartz pour en faire un long métrage. En 2014, John August est engagé par CBS Films pour écrire le scénario du film. En janvier 2016, il a été annoncé que Guillermo del Toro développe le projet comme producteur et est également plus ou moins annoncé comme réalisateur. La production est également assurée par avec Sean Daniel, Jason Brown et Elizabeth Grave. En février 2016, CBS Films engage le duo de scénaristes Dan et Kevin Hageman pour retravailler le script de John August, alors qu'une précédente version avait été écrite par Marcus Dunstan et Patrick Melton. En décembre 2017, André Øvredal est choisi pour réaliser le film. En avril 2018, Guillermo del Toro est annoncé comme coscénariste, alors que'Entertainment One rejoint la production.

### Attribution des rôles
En août 2018, Zoe Colletti, Michael Garza, Austin Abrams, Gabriel Rush, Austin Zajur et Natalie Ganzhorn rejoignent le film,,. En septembre 2018, la distribution s’étoffe avec les arrivées de Dean Norris, Gil Bellows, Lorraine Toussaint et Javier Botet,.

### Tournage
Le tournage a lieu entre le 27 août 2018 et le 1er novembre 2018 en Ontario au Canada,.

### Sortie
Les premières images du film sont dévoilées lors du Super Bowl LIII. Le film devrait sortir aux États-Unis le 9 août 2019, distribué par Lionsgate et CBS Films.

## Accueil
Le site Allociné recense une moyenne des critiques presse de 2,8/5.
Pour Le Point, « L'ambiance est prenante. Le scénario est crédible – pour ainsi dire. Les représentations du mal sont réussies, car singulières. La sorcière, par exemple, ne ressemble à aucune autre. ». Pour Les Fiches du cinéma, Scary Stories est « Un honnête spectacle servi par une esthétique et une réalisation soignées. ».